# Comarque de Guadix
La comarque de Guadix, aussi appelé l'Accitanie, est une comarque appartenant à la province de Grenade en Espagne.
Liste des communes de la comarque :
- Albuñán
- Aldeire
- Alquife
- Beas de Guadix
- Benalúa
- Cogollos de Guadix
- Cortes y Graena
- Darro
- Diezma
- Dólar
- Ferreira
- Fonelas
- Gor
- Gorafe
- Guadix
- Huélago
- Huéneja
- Jérez del Marquesado
- La Calahorra
- La Peza
- Lanteira
- Lugros
- Marchal
- Polícar
- Purullena
- Valle del Zalabí